# Casa Paris n'América

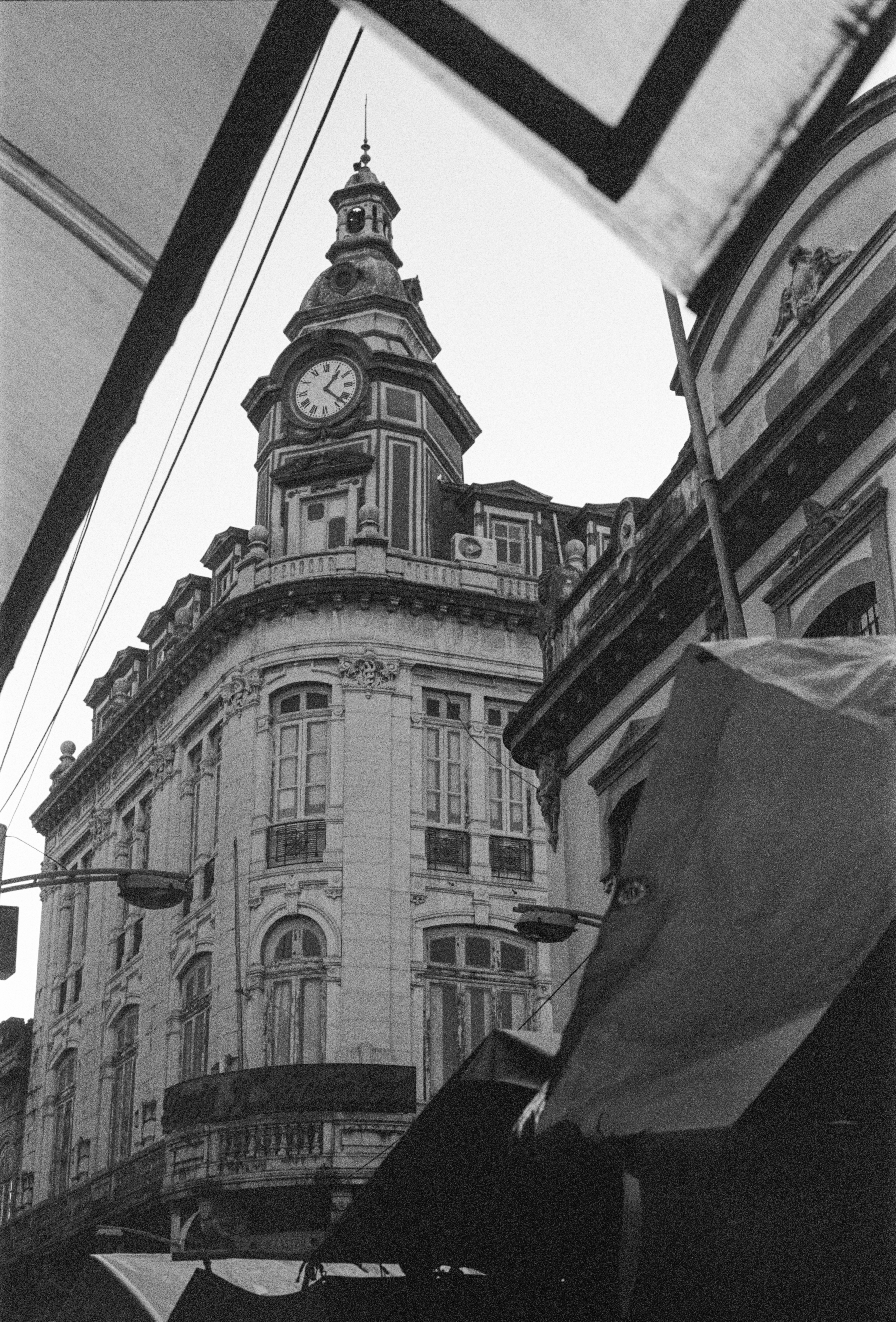
Casa Paris N'América em 2023

A Casa Paris n'América foi um ponto comercial situado no bairro da Campina, na cidade brasileira de Belém (estado do Pará), com projeto no estilo de art nouveau importado de Paris, inspirado na galeria Lafayette de Paris, conduzido por Raimundo Viana no ano de 1909 no âmbito da Era da Borracha.

## História
O terreno foi comprado da Irmandade da Misericórdia para se tornar, primeiramente, a residência da Família Castro, para logo após vir a ser o palacete comercial.
Seu fundador e idealizador, o português Francisco de Castro, trouxe toda a rouparia, perfumaria, maquilagens e estoque em geral da França para revender em Belém, pois as senhoras copiavam as tendências europeias e careciam de um ambiente local que lhes oferecesse tal serviço.
A casa foi pioneira no conceito de loja no estilo loja de departamento, à moda dos atuais shoppings. Entretanto, com a finalidade exclusiva de venda das roupas e artigos de luxo e moda para mulheres, além de diversos tecidos, que ficavam em exposição e só eram vendidos após a escolha dos clientes, evitando o acúmulo de poeira nos mesmos.
Hoje em dia, o edifício é aberto a visitação durante o horário comercial, podendo ser vistas as consideradas mais famosas escadarias da cidade, com duas estátuas femininas segurando os lustres antigos e centenários. 
O Edifício é tombado pelo Instituto do Patrimônio Histórico e Artístico Nacional (IPHAN) desde o ano de 1994, quando a Família Fernandes, proprietária do local, colocou à venda o palacete.  A Casa é um legado da moda e da história na cidade de Belém, que fora perdida durante a decadência da época da borracha.

## Arquitetura
É constituído de três andares e idealizado todo no estilo de art nouveau. A obra é inspirado nas Galeries Lafayette de Paris, como tudo no período áureo da cidade de Belém (Era da Borracha) , porém segue o modelo tradicional da arquitetura colonial, usando o pavimento térreo e primeiro piso como loja e sobreloja, ficando o segundo pavimento e terceiro para residência. No segundo pavimento ficava a residência e no sótão, a residência de empregados.
O projeto da edificação foi importada de Paris e conduzida por Raimundo Viana nos anos de 1906 a 1909.
Para a obra, todo o material foi importado desde os revestimentos até os objetos de decoração, como espelhos, luminárias, lavatórios em louça, azulejos e detalhes de fachada, relógio, ornamentos e vidros decorados. Inclusive as pedras do calçamento externo vieram da Europa. Com estrutura de ferro e fachada em pedra, a edificação é coberta por telhas de ardósia, muito comum na região de Dijon, na França. Na fachada, destaca-se a torre cilíndrica com o relógio. O relógio também foi importado, trazido da Alemanha. 
A escadaria monumental que dá acesso ao mezanino foi produzida empresa escocesa Walter MacFarlane, é um belo exemplar de escada pré-fabricada, com dois tramos com  um vazio central, que é decorado com uma estátua em bronze. No mezanino ocorriam os desfiles de modas, por isso possui elegantes camarins. 

Já nos pavimentos destinados à residência, o acesso é feito por uma entrada lateral, decorada ecleticamente, com uma quantidade grande de espelhos e lustres de cristal. Os banheiros foram equipados com louças inglesas, azulejos belgas e portugueses. Provavelmente os lustres e arandelas vieram da França.